# Byron Guamá
Byron Patricio Guamá de la Cruz (San Isidro, 14 juni 1985) is een Ecuadoraans wielrenner die anno 2018 rijdt voor Team Ecuador. Daarvoor kwam hij twee seizoenen uit voor Movistar CT, de opleidingsploeg van Movistar Team. Hij deed namens Ecuador mee aan de Olympische Spelen van 2012 in Londen.
In 2016 nam Guamá deel aan de wegwedstrijd op de Olympische Spelen in Rio de Janeiro, maar reed deze niet uit.

## Baanwielrennen

### Palmares
| Jaar | EK                               | P-AK        | WK | Overig |
| ---- | -------------------------------- | ----------- | -- | ------ |
| 2010 | Ploegenachtervolging, Teamsprint |             |    |        |
| 2011 |                                  |             |    |        |
| 2012 |                                  | Koppelkoers |    |        |

## Wegwielrennen

### Overwinningen
2006
2e etappe Ronde van Guatemala
2007
 Ecuadoraans kampioen op de weg, Elite
10e etappe Ronde van Guatemala
5e etappe Ronde van Ecuador
2008
1e en 2e etappe Doble Sucre Potosí GP Cemento Fancesa
Eindklassement Doble Sucre Potosí GP Cemento Fancesa
3e etappe Ronde van Chihuahua
1e, 2e, 5e en 9e etappe Ronde van Ecuador
Eindklassement Ronde van Ecuador
2009
4e en 8e etappe Ronde van Guatemala
1e en 2e etappe Ronde van Ecuador
2010
1e en 4e etappe Ronde van Ecuador
Eindklassement Ronde van Ecuador
2011
2e etappe deel B en 6e etappe Ronde van Colombia
2012
8e etappe Ronde van Colombia
2e etappe Vuelta al Mundo Maya
2013
2e en 10e etappe Ronde van Colombia
2014
1e etappe Ronde van Alentejo
Bergklassement Ronde van Alentejo
 Pan-Amerikaans kampioen op de weg, Elite
 Ecuadoraans kampioen op de weg, Elite
2015
Bergklassement Ronde van Alentejo
3e en 4e etappe Ronde van Rio Grande do Sul
Eindklassement Ronde van Rio Grande do Sul
 Pan-Amerikaans kampioen op de weg, Elite
2016
3e etappe Ronde van Rio Grande do Sul
8e etappe Ronde van Venezuela
7e etappe Ronde van Guatemala
2017
7e en 8e etappe Ronde van Guatemala
2018
9e etappe Ronde van Venezuela
2019
1e etappe Ronde van Costa Rica
2024
4e etappe Ronde van Costa Rica

### Resultaten in voornaamste wedstrijden
| Jaar |  | WK op de weg |
| ---- |  | ------------ |
| 2009 |  | opgave       |
| 2015 |  | opgave       |
| 2021 |  | opgave       |

## Ploegen
- 2008 –  Canel's-Turbo-Mayordomo (vanaf 1-10)
- 2009 –  Burgos Monumental-Castilla y León
- 2010 –  Burgos 2016-Castilla y León
- 2011 –  Movistar Team
- 2012 –  Movistar Team
- 2014 –  Team Ecuador
- 2015 –  Team Ecuador
- 2016 –  Team Ecuador
- 2017 –  Team Ecuador
- 2018 –  Team Ecuador
- 2019 –  Movistar Team Ecuador
- 2020 –  Best PC Ecuador
- 2021 –  Best PC Ecuador
- 2022 –  Movistar - Best PC
- 2023 –  Movistar - Best PC
- 2024 –  Best PC

Brandl · A. Cepeda  · J. Cepeda · Fuertes · Guamá · Haro · Hidalgo · Huera · Montenegro · Paredes · Pita · Quinteros · Ragonessi